# قرة قويون
قرة قويون هي قرية في مقاطعة ماكو، إيران. يقدر عدد سكانها بـ 288 نسمة بحسب إحصاء 2016.